# 雷达尔·霍尔特
雷达尔·霍尔特（挪威語：Reidar Holter，1892年12月28日—1953年6月19日），挪威赛艇运动员。他曾代表挪威参加1912年夏季奥林匹克运动会赛艇比赛，获得男子四人单桨有舵手内桨架铜牌。